# Equatorium

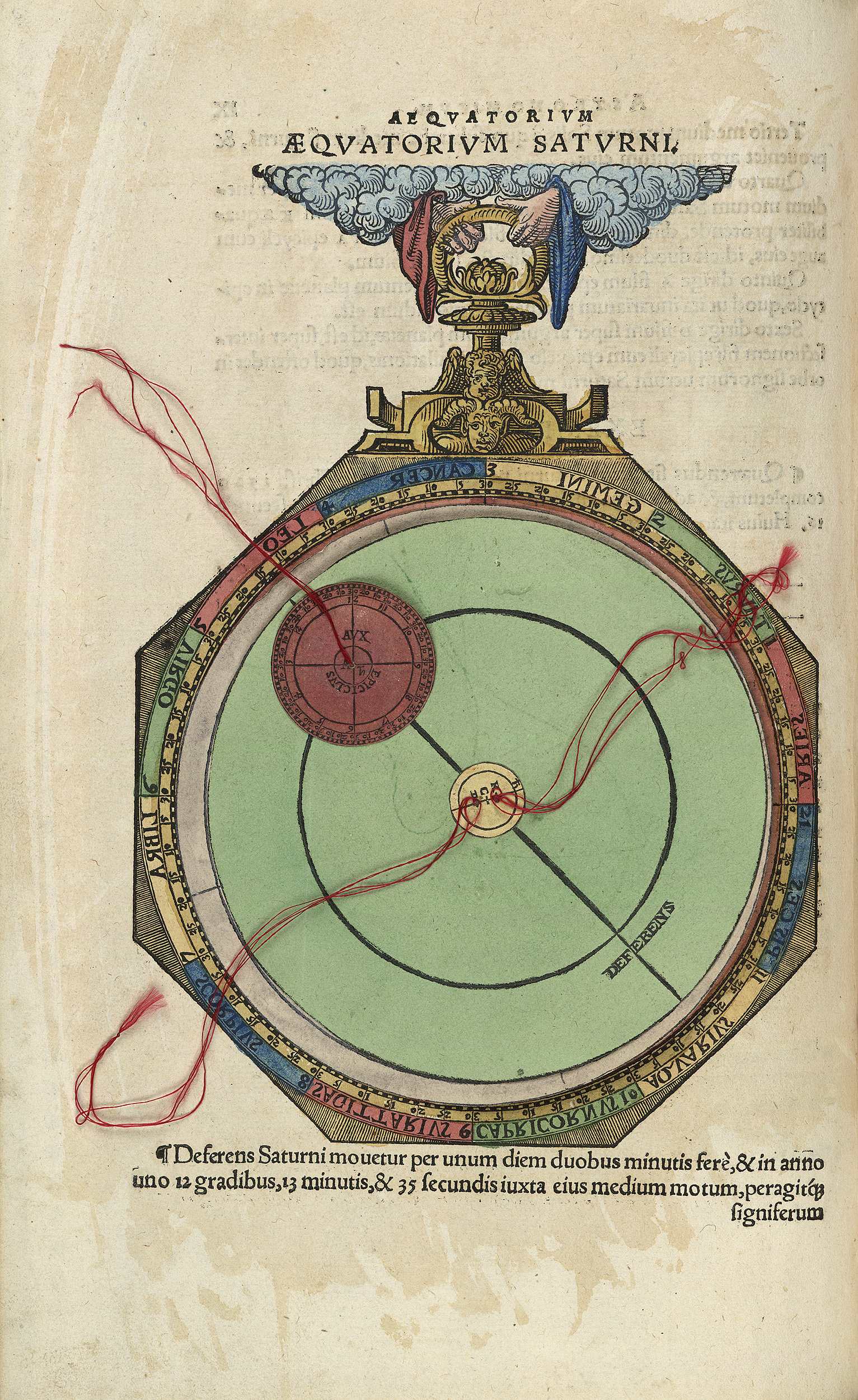
Equatorium procedent de Johannes Schöner

Un  Equatorium  (plural,  Equatoria ; en català, Equatori) és un instrument astronòmic utilitzat per trobar les posicions del sol, la lluna i els planetes a l'horitzó del lloc sense l'ús explícit d'extensos càlculs astronòmics, només mitjançant un model geomètric per a representar la posició d'un objecte celeste.

## Història
Una de les primeres referències històriques documentades d'un equatoriun amb l'objecte d'establir la posició del sol es deu al treball realitzat en el segle V per Procle, en la seva obra titulada Hypotyposis, en la que proporciona instruccions sobre com construir aquest dispositiu en fusta i bronze.
Malgrat existir mecanismes similars al Equatori a l'astronomia de l'antiga Grècia, la primera descripció detallada d'aquest instrument es realitza en els Llibres del saber d'astronomia, una compilació espanyola de treballs astronòmics sota el patrocini d'Alfons X de Castella al segle xiii, que inclou la traducció de dos textos àrabs del segle xi sobre l'Equatori escrits per Ibn al-Samh i al-Zarqālī.
El matemàtic italià Campanus de Novara en el seu Theorica Planetarum (c. 1261-1264) descriu la construcció d'un equatori, sent la primera descripció realitzada a Europa en idioma llatí. Richard de Wallingford (1292-1336) és conegut per haver construït un equatori molt sofisticat denominat Albió que permetia el còmput de les longituds de la lluna, el sol i els planetes. Al contrari que altres Equatoris, l'Albion permetia en els seus càlculs la predicció d'eclipsis.